# Андради, Вискарди
Виска́рди Андра́ди Гимара́йнс (порт.-браз. Viscardi Andrade Guimarães; род. 8 марта 1984, Жалис) — бразильский боец смешанного стиля, представитель полусредней весовой категории. Выступает на профессиональном уровне начиная с 2006 года, известен по участию в турнирах бойцовских организаций UFC, Jungle Fight и др. Участник бойцовского реалити-шоу The Ultimate Fighter.

## Биография
Вискарди Андради родился 8 марта 1984 года в муниципалитете Жалис штата Сан-Паулу. Практиковал бразильское джиу-джитсу, удостоившись в этой дисциплине чёрного пояса. Проходил подготовку в зале Gracie Fusion.

### Начало профессиональной карьеры
Дебютировал в смешанных единоборствах на профессиональном уровне в мае 2006 года. Дрался в различных бразильских промоушенах, в том числе выступал в довольно крупной организации Jungle Fight — из большинства поединков выходил победителем, но время от времени в его карьере случались и поражения. Встречался в бою с такими известными бразильскими бойцами как Шарлис Оливейра, Леандру Силва и Иури Алкантара.

### The Ultimate Fighter
Имея в послужном списке 16 побед и только 5 поражений, в 2013 году Андради стал участником второго бразильского сезона популярного бойцовского реалити-шоу The Ultimate Fighter. На отборочном этапе решением большинства судей выиграл у Тиагу Гонсалвиса и под четвёртым номером был выбран в команду Фабрисиу Вердума. В предварительном бою шоу вновь встретился в Гонсалвисом, заменившим травмировавшегося Нейлсона Гомиса, и на сей раз выиграл у него техническим нокаутом в первом же раунде.
На стадии четвертьфиналов благополучно прошёл титулованного мастера БЖЖ Давида Виейру, но в полуфинале техническим нокаутом уступил Вилиаму Макариу.

### Ultimate Fighting Championship
Несмотря на проигрыш в полуфинале TUF, Андради всё же получил возможность подписать контракт с крупнейшей бойцовской организацией мира Ultimate Fighting Championship и уже в августе 2013 года впервые вышел в октагон, выиграв техническим ноаутом у американца Бристола Марунде.
В феврале 2014 года встретился с представителем Швеции Нико Мусоке, в первом раунде имел хорошие шансы закончить поединок досрочно, но затем сдал позиции и потерпел поражение единогласным судейским решением. Далее должен был встретиться с новичком организации Андреасом Столем, но получил травмы и вынужден был сняться с турнира, в результате чего матчмейкеры заменили его другим новичком Гилбертом Бёрнсом.
Восстановившись от травмы, в ноябре 2015 года вышел в клетку против россиянина Гасана Умалатова и выиграл у него по очкам.
В марте 2016 года единогласным решением выиграл у Ричарда Уолша, однако впоследствии выяснилось, что он провалил допинг-тест, проведённый за несколько дней до боя — в его пробе обнаружили следы анаболического стероида станозолола и его метаболитов. В итоге бойца отстранили от соревнований сроком на два года, а результат поединка с Уолшем был отменён. В мае 2017 года Андради уволили из UFC.

## Статистика в профессиональном ММА
| Боёв 26         | Побед 18 | Поражений 7 |
| --------------- | -------- | ----------- |
| Нокаутом        | 5        | 1           |
| Сдачей          | 6        | 1           |
| Решением        | 7        | 5           |
| Не состоявшихся | 1        | 1           |

| Результат    | Рекорд   | Соперник                  | Способ                 | Турнир                                     | Дата             | Раунд | Время | Место                           | Примечание                                              |
| ------------ | -------- | ------------------------- | ---------------------- | ------------------------------------------ | ---------------- | ----- | ----- | ------------------------------- | ------------------------------------------------------- |
| Поражение    | 19-8 (1) | Александр Шлеменко        | TKO (удары)            | Russian Cagefighting Championship 6        | 4 мая 2019       | 3     | 3:37  | Челябинск, Россия               |                                                         |
| Победа       | 19-7 (1) | Сергей Мартынов           | КО (Удар)              | RCC INTRO 3                                | 9 марта 2019     | 2     | 1:35  | Екатеринбург, Россия            |                                                         |
| Поражение    | 18-7 (1) | Абдул Абдурагимов         | Решение судей          | Strength & Honor Championship 12           | 5 мая 2018       | 3     | 5:00  | Ле-Гран-Саконекс, Швейцария     |                                                         |
| Не состоялся | 18-6 (1) | Ричард Уолш               | NC (результат отменён) | UFC Fight Night: Hunt vs. Mir              | 20 марта 2016    | 3     | 5:00  | Брисбен, Австралия              | Выиграл единогласным решением, но провалил допинг-тест. |
| Победа       | 18-6     | Гасан Умалатов            | Единогласное решение   | UFC Fight Night: Belfort vs. Henderson 3   | 7 ноября 2015    | 3     | 5:00  | Сан-Паулу, Бразилия             |                                                         |
| Поражение    | 17-6     | Нико Мусоке               | Единогласное решение   | UFC Fight Night: Machida vs. Mousasi       | 15 февраля 2014  | 3     | 5:00  | Жарагуа-ду-Сул, Бразилия        |                                                         |
| Победа       | 17-5     | Бристол Марунде           | TKO (удары руками)     | UFC 163                                    | 3 августа 2013   | 1     | 1:36  | Рио-де-Жанейро, Бразилия        |                                                         |
| Победа       | 16-5     | Мишел Вас                 | TKO (удары руками)     | Moema Fight                                | 10 октября 2012  | 1     | 0:31  | Муэма, Бразилия                 |                                                         |
| Победа       | 15-5     | Паулу Силва               | TKO (удары руками)     | Brazil Combate                             | 19 апреля 2012   | 2     | 2:30  | Сан-Паулу, Бразилия             |                                                         |
| Победа       | 14-5     | Элизеу Залески дус Сантус | Сдача (удушение сзади) | Max Fight 11                               | 17 марта 2012    | 2     | 1:27  | Кампинас, Бразилия              |                                                         |
| Победа       | 13-5     | Диегу Роберту             | Сдача (удушение сзади) | Dragon Fight São Paulo: Dragon Fight       | 25 февраля 2012  | 2     | 3:45  | Вотупоранга, Бразилия           |                                                         |
| Победа       | 12-5     | Маринью Морейра           | Раздельное решение     | Max Fight 10                               | 10 ноября 2011   | 3     | 5:00  | Сан-Паулу, Бразилия             |                                                         |
| Победа       | 11-5     | Аримарсел Сантус          | Единогласное решение   | Super Power Combat                         | 8 октября 2011   | 3     | 5:00  | Баруэри, Бразилия               |                                                         |
| Поражение    | 10-5     | Эдилберту ди Оливейра     | Единогласное решение   | Fight Club 1: Brazilian Stars              | 20 июля 2011     | 2     | 5:00  | Рио-де-Жанейро, Бразилия        |                                                         |
| Победа       | 10-4     | Флавиу Алвару             | KO (удары руками)      | Bitetti Combat 8: 100 Years of Corinthians | 4 декабря 2010   | 1     | 0:34  | Сан-Паулу, Бразилия             |                                                         |
| Победа       | 9-4      | Адриану Верделли          | Сдача (удушение сзади) | Barueri Combat                             | 30 октября 2010  | 1     | 3:53  | Баруэри, Бразилия               |                                                         |
| Победа       | 8-4      | Андерсон Крепалди         | Сдача (рычаг локтя)    | Super Challenge Pro                        | 26 сентября 2010 | 1     | 0:48  | Итапетининга, Бразилия          |                                                         |
| Победа       | 7-4      | Фернанду Паулон           | Единогласное решение   | Watch Out Combat Show 8                    | 19 июня 2010     | 3     | 5:00  | Рио-де-Жанейро, Бразилия        |                                                         |
| Победа       | 6-4      | Рафаэл Аугусту            | Единогласное решение   | Itu Fight Championship                     | 4 июня 2010      | 3     | 5:00  | Иту, Бразилия                   |                                                         |
| Поражение    | 5-4      | Иури Алкантара            | Раздельное решение     | Jungle Fight 19: Warriors 3                | 17 апреля 2010   | 3     | 5:00  | Сан-Паулу, Бразилия             |                                                         |
| Победа       | 5-3      | Алисон Пиньейру           | KO (удары руками)      | First Class Fight 2                        | 28 мая 2009      | 1     | 4:33  | Сан-Паулу, Бразилия             |                                                         |
| Победа       | 4-3      | Эвертон Сантана Пинту     | Единогласное решение   | Kawai Arena 1                              | 13 декабря 2008  | 3     | 5:00  | Сан-Жозе-дус-Кампус, Бразилия   |                                                         |
| Поражение    | 3-3      | Леандру Силва             | Единогласное решение   | Beach Fight Festival                       | 10 мая 2008      | 3     | 5:00  | Сан-Висенти, Бразилия           |                                                         |
| Поражение    | 3-2      | Шарлис Оливейра           | TKO (удары руками)     | Predador FC 9: Welterweight Grand Prix     | 15 марта 2008    | 2     | 2:47  | Сан-Паулу, Бразилия             |                                                         |
| Победа       | 3-1      | Рафаэл Силва              | Единогласное решение   | Predador FC 9: Welterweight Grand Prix     | 15 марта 2008    | 3     | 5:00  | Сан-Паулу, Бразилия             |                                                         |
| Победа       | 2-1      | Адриану Фрейтас           | Сдача (удушение сзади) | Mega Fight São Paulo: Mega Fight 3         | 21 октября 2006  | 1     | 1:10  | Сан-Бернарду-ду-Кампу, Бразилия |                                                         |
| Победа       | 1-1      | Рикарду Силва             | Сдача (удушение сзади) | Mega Fight São Paulo: Mega Fight 3         | 21 октября 2006  | 1     | 2:00  | Сан-Бернарду-ду-Кампу, Бразилия |                                                         |
| Поражение    | 0-1      | Магну Алмейда             | Сдача (американа)      | Ichigeki: Brazil 2006                      | 6 мая 2006       | 1     | 3:55  | Браганса-Паулиста, Бразилия     |                                                         |